# جون ريتشاردسون
جون ريتشاردسون (بالإنجليزية: John Richardson)‏ (و. 1934 – م) هو ممثل، من المملكة المتحدة.

## وصلات خارجية
- جون ريتشاردسون على موقع IMDb (الإنجليزية)
- جون ريتشاردسون على موقع روتن توميتوز (الإنجليزية)
- جون ريتشاردسون على موقع ألو سيني (الفرنسية)
- جون ريتشاردسون على موقع أول موفي (الإنجليزية)
- جون ريتشاردسون على موقع قاعدة بيانات الأفلام السويدية (السويدية)
- جون ريتشاردسون على موقع قاعدة بيانات الفيلم (الإنجليزية)